# 北本德 (俄勒冈州)
北本德（North Bend）是美國奧勒岡州庫斯縣的一座城市，人口10,317人。北本德是俄勒冈海岸的主要城市之一，當地於1903年正式成為一個城市。

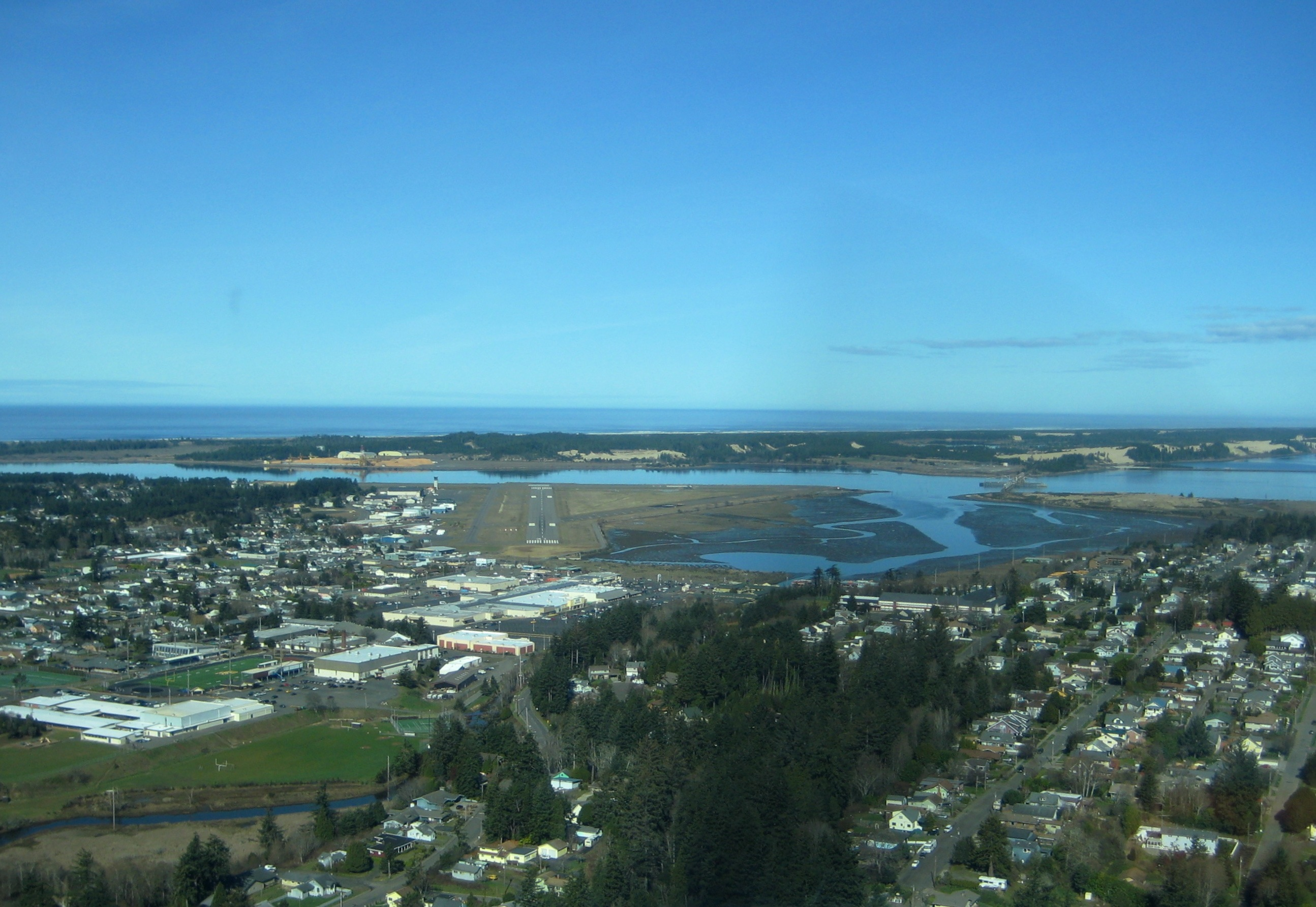
北本德